# Stropp

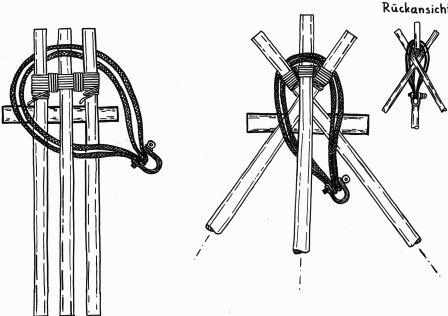
Ein Stropp an einem Dreibein

Stropp (von ursprünglich Strupf = „Knoten, Schlinge“, verwandt: Strippe) bezeichnet seemännisch ein kurzes Stück Tauwerk mit Augen oder Haken an meist beiden Enden („Tampen“). Auch Endlosschlingen, bei denen die Enden miteinander verbunden sind, werden als Rundstropp bezeichnet.

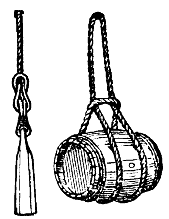
Ein Stropp wird verwendet, um ein Fass anzuheben.

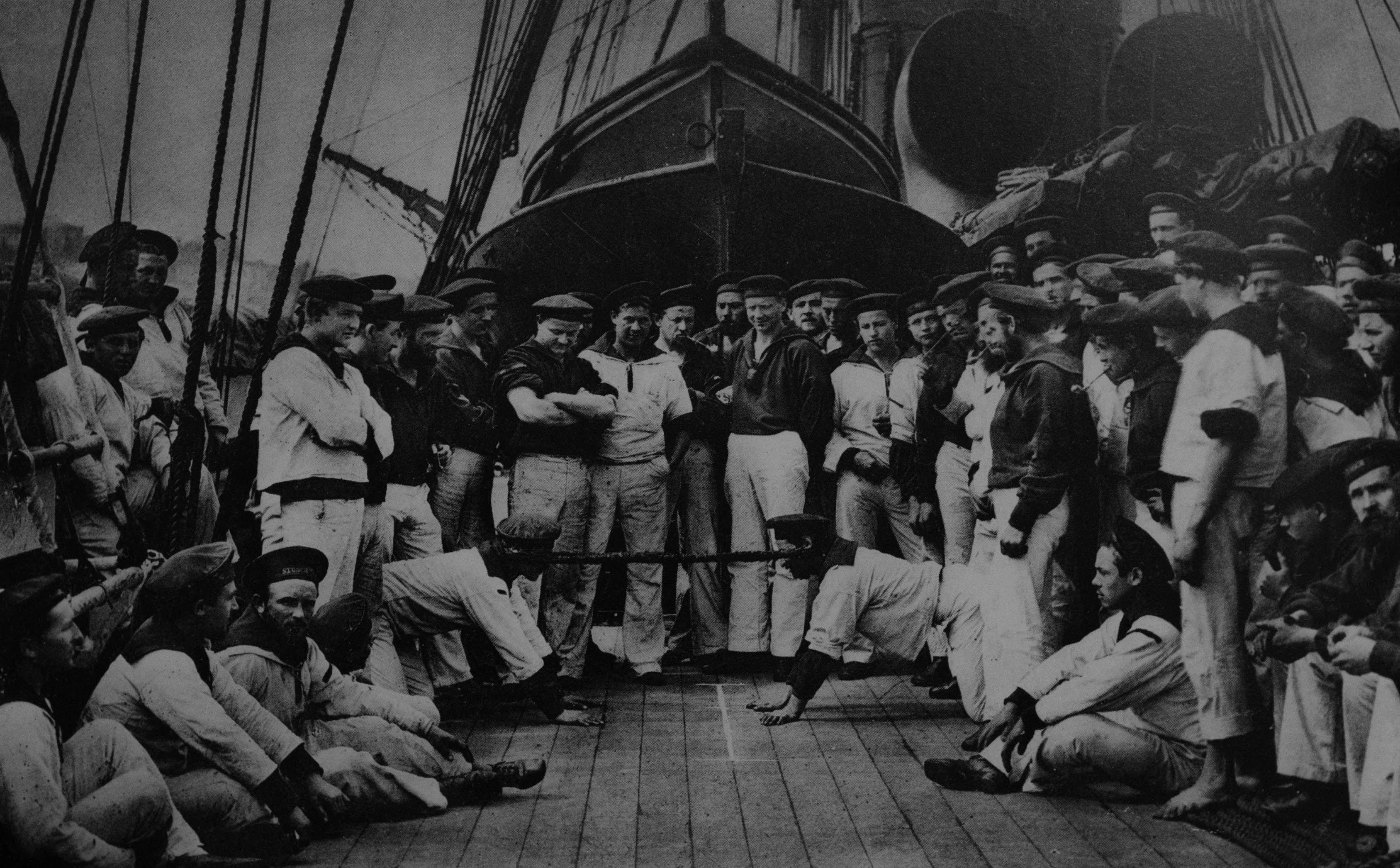
Besatzung der Stosch beim Stropp-Spiel, ca. 1880

Stropps (Mehrzahl auch: Stroppen) dienen u. a. zum Befestigen von Segeln an Bootsbeschlägen oder an anderen Teilen der Takelage, zum Fixieren oder Verbinden von Gegenständen an oder unter Deck oder als Schlinge um Stückgut, das per Kran verladen werden soll. Je nach Anforderung werden Stropps dabei aus Faser- oder Drahttauwerk gefertigt und die Augenden gespleißt oder, bei Drahttauwerk, industriell gepresst.
Mit Gummistropps werden Segel auf Booten und Yachten nach dem Gebrauch festgezurrt, damit sich der Wind nicht in ihnen fängt und sie ausweht (s. auch: Zeising)
Früher gehörte das „Stropp-Spiel“ zu den beliebten Freizeitbeschäftigungen der Matrosen auf See. Dabei nahmen zwei Matrosen je ein Ende des Stropps hinter den Nacken; gewonnen hatte, wer den anderen damit über eine aufgezeichnete Markierungslinie ziehen konnte.
Beim Klettern werden Bandschlingen aus Polyamid oder hochmodulem Polyethylen eingesetzt. Auch Polyester wird vermehrt verwendet.
Das Bandmaterial kann aus einem flach gewebten Gurt oder auch aus rund gewebtem Schlauchband verarbeitet sein. Dabei sind aus Schlauchband genähte Bandschlingen bei gleicher Bruchlast schmaler.

## Andere Wortbedeutungen
In Rheinland und Ruhrgebiet wird ein kleiner Junge mundartlich als Stropp oder Ströppke bezeichnet.